# دیوار نفار
روستائیان  و کشاورزان نواحی جلگه‌ای از دیوار نفار بیش از هر نوع دیوار دیگری در ساختمان استفاده می‌کنند. این دیوارها دارای اسکلت چوبی می‌باشند. ابتدا تیرهای عمودی را علم می‌کنند. سپس تیرهای افقی را توسط طناب‌های گیاهی به عمودی می‌بندند. در سنوات اخیر از سیم‌های فلزی هم برا ی این کار استفاده می‌شود. پس از آن شاخه‌های درختان که زوائد آن قطع شده(زگال) را به تیرهای اصلی به فاصله حدود ۱۰ الی ۱۵ سانتی‌متر از یکدیگر به صورت مورب می‌بندند. یک ردیف از این زگال‌ها را بر روی سطح خارجی و ریف دیگر را بر روی سطح داخلی دیوار می‌بندند. فضای بین دو جدار دیوار را با کاهگل پر می‌کنند. روش کار به این صورت که با غلتاندن مقداری کاهگل روی کاه خرد شده، گلوله‌ای درست می‌کنند که قابل برداشتن است و رویه خارجی آن تا اندازه‌ای خشک می‌باشد. قطر آن به اندازه‌ای است که بتوان آن را با فشار یا با انعطاف کمی از لای زگال‌ها به درون هل داد این کار را آنقدر ادامه می‌دهند تا کل فضای بین دو پوسته پر شود. سپس یک لایه اندود کاهگل روی آن شلتوک گل و در انتها اندود آهک روی آن کشیده می‌شود.